# 水流東 (桃園市)
水流東，是臺灣桃園市楊梅區的一個傳統地域名稱，位於該區中部偏西南。相較於今日行政區，其範圍大致為東流里東北半部，但不含其西北、東北、東南的邊界狹長地帶。

## 歷史
台灣清治末期至日治初期，水流東地區為一街庄，稱為「水流東庄」，隸屬於竹北二堡。該庄西北與頭湖庄為鄰，東北與大平山下庄為鄰，東南邊為秀才窩庄，西南邊為崩坡庄。
1901年（日治明治三十四年）11月，全台廢縣廳改設二十廳，該庄隸屬於桃仔園廳。1903年（明治三十六年），改名桃園廳。1909年（明治四十二年）10月，合併二十廳為十二廳，該庄隸屬不變。1920年（大正九年），廢十二廳改設五州二廳，該庄改制為「水流東」大字，隸屬於新竹州中壢郡楊梅庄。1941年，楊梅庄升格為楊梅街。
戰後楊梅街改制為楊梅鎮，隸屬於新竹縣，大字亦改制為里。1950年桃、竹、苗分治，楊梅鎮改隸屬於桃園縣。2010年8月，楊梅鎮因人口達15萬而改制為楊梅市。2014年12月，桃園縣升格為直轄桃園市，楊梅市改制為楊梅區。

## 聚落
本地區發展較早的聚落為水流東，在日治期初期的官方地圖上已有記載。此外，本地區尚有彭屋聚落。

## 交通
國道1號又稱「中山高速公路」，是台灣西部兩條縱向高速公路之一，大致以東北東－西南西走向經過水流東地區中部偏南地帶。境內未設交流道，東側最近的與省道台1線交會處的楊梅交流道，西側最近的是湖口交流道，由此等進入可快速前往台灣西部各地。
省道台1線又稱「縱貫公路」，是台北至屏東楓港的幹道，大致以東北—西南走向經過本地區西北部，向東北可前往楊梅市區、中壢、桃園等地，向西南可前往老湖口、山崎、竹北、新竹等地。

## 運動休閒
- 楊梅高爾夫球場（小部分）